# Pont de Lézardrieux
Le pont de Lézardrieux est un pont suspendu sur le Trieux construit entre 1836 et 1840, profondément modifié en pont à haubans de type Gisclard en 1925.

## Histoire
Il est ouvert à la circulation routière le 10 août 1840 et a subi plusieurs modifications importantes :
En 1897, le tablier est élargi pour permettre le croisement de deux véhicules routiers.
En 1922, il est prévu de le transformer pour permettre le passage de la ligne des chemins de fer des Côtes-du-Nord entre Paimpol et Tréguier. Un concours est organisé pour cette transformation. Le projet de l'ingénieur Leinekugel remporte le concours et les travaux s'achèvent en 1925. Le pont, qui était un pont suspendu, devient un pont à haubans rigides au système Gisclard, supportant à la fois la voie métrique de la ligne de chemin de fer et la route de Lannion.
Quelques années après la fermeture de la ligne  de fer, le viaduc redevient un pont exclusivement routier (RD786).
Entre 2022 et 2025, il reçoit d'importants travaux de rénovation, principalement au niveau des haubans.

## Caractéristiques
Pont suspendu de 1840
- Portée principale : 152 mètres
- Longueur totale : 261 mètres

Pont à câble de type Gisclard de 1925
- Portée principale : 112 mètres

## Galerie

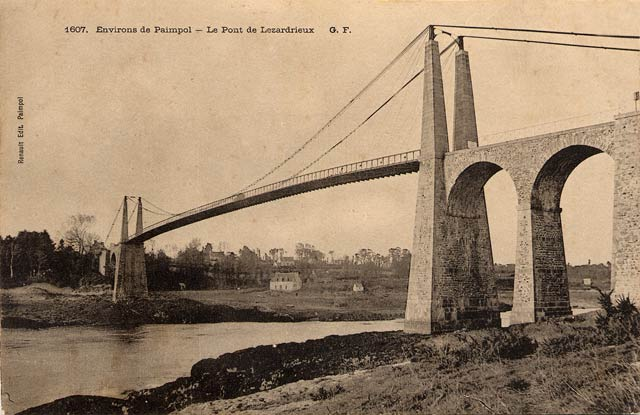
Le pont suspendu de 1840.
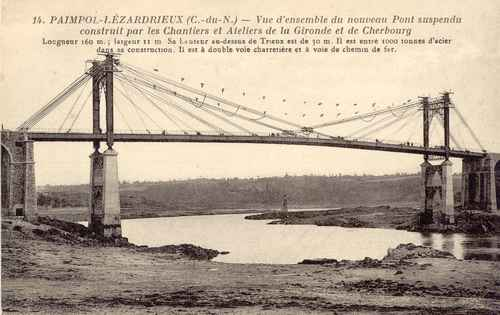
Le pont de Lézardrieux après les transformations de 1925.
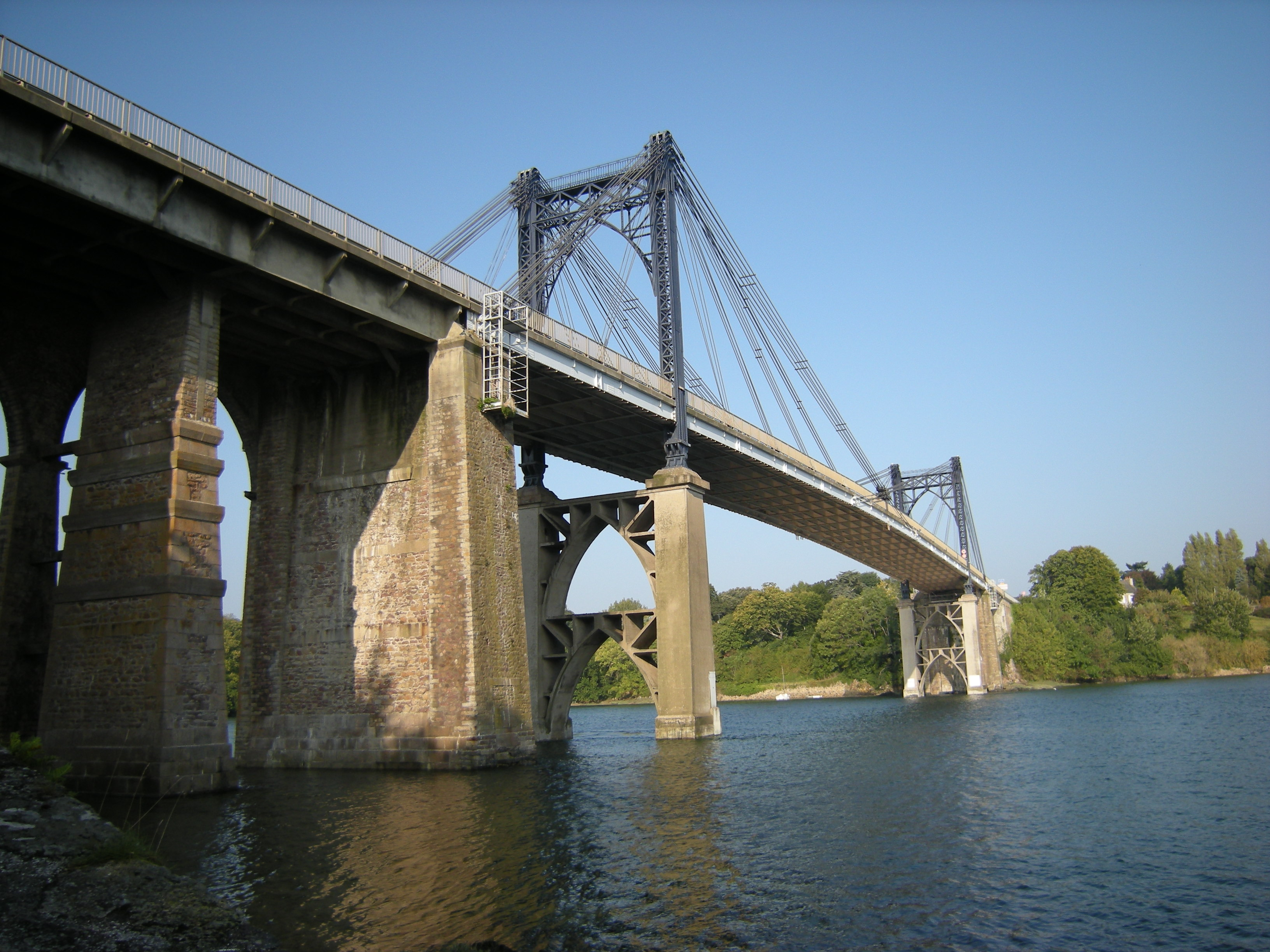
Le pont de Lézardrieux, vu de la rive droite, côté Paimpol.
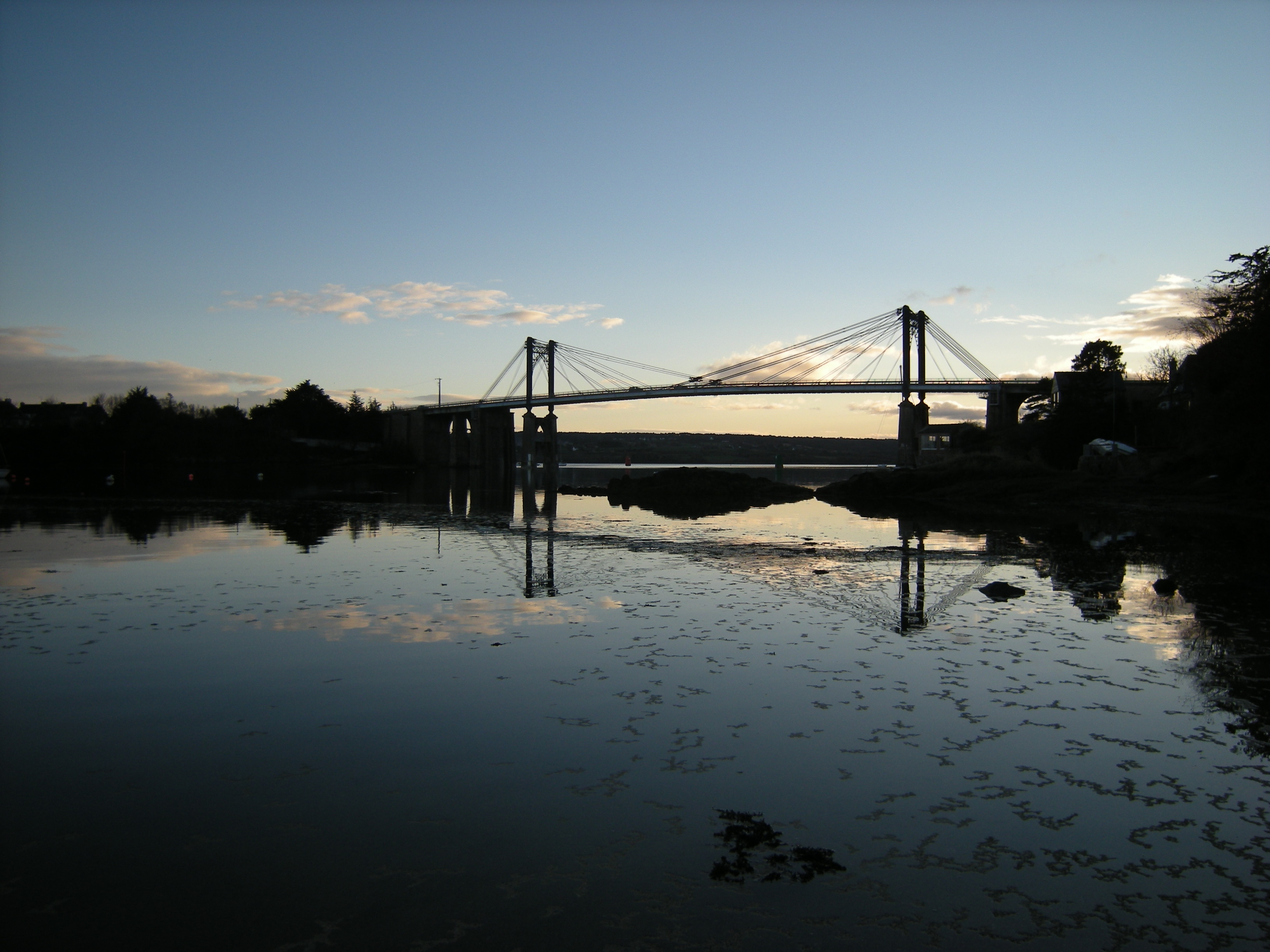
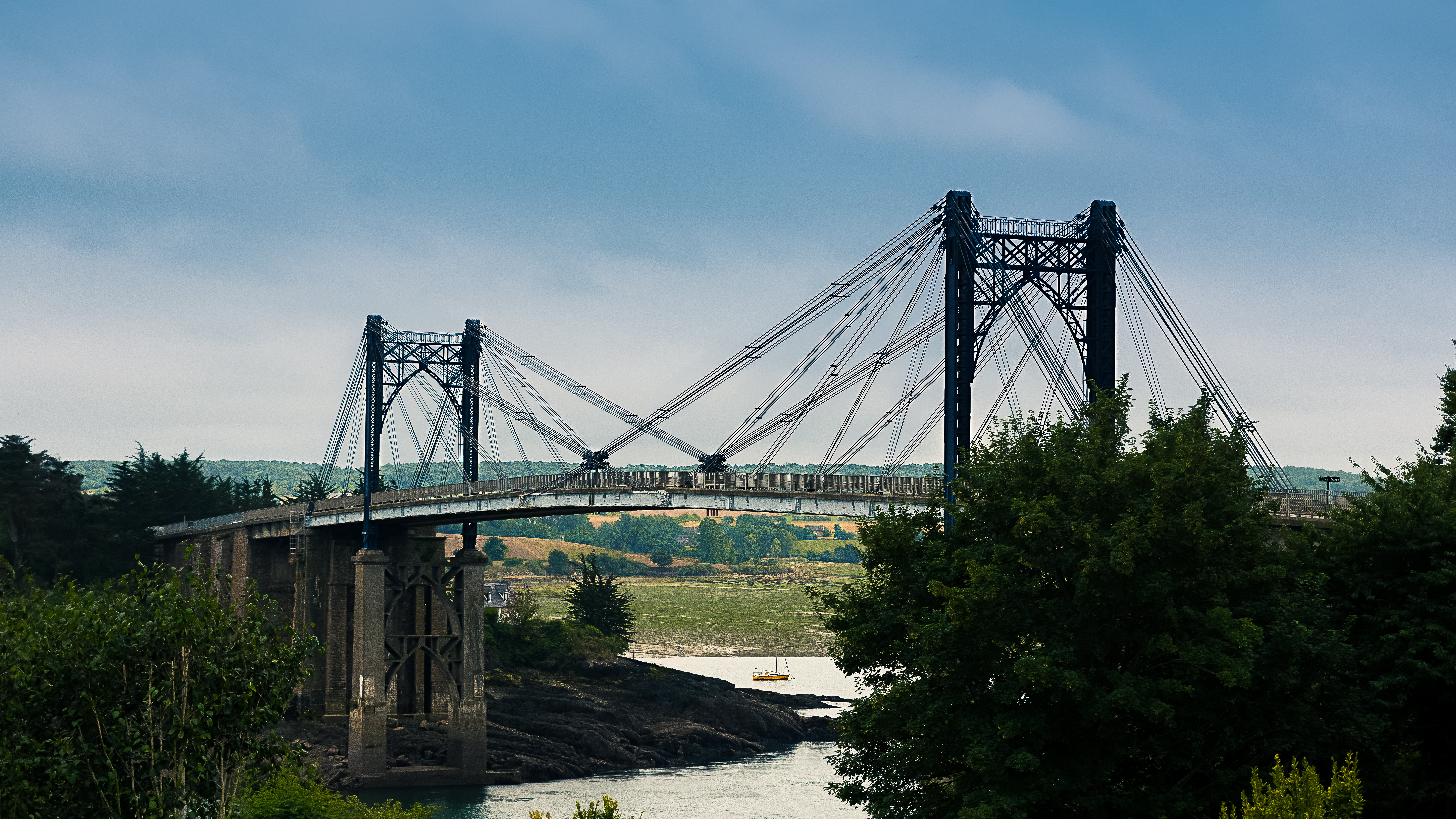
Pont de Lézardrieux - Août 2015.